# Chusteczka do nosa

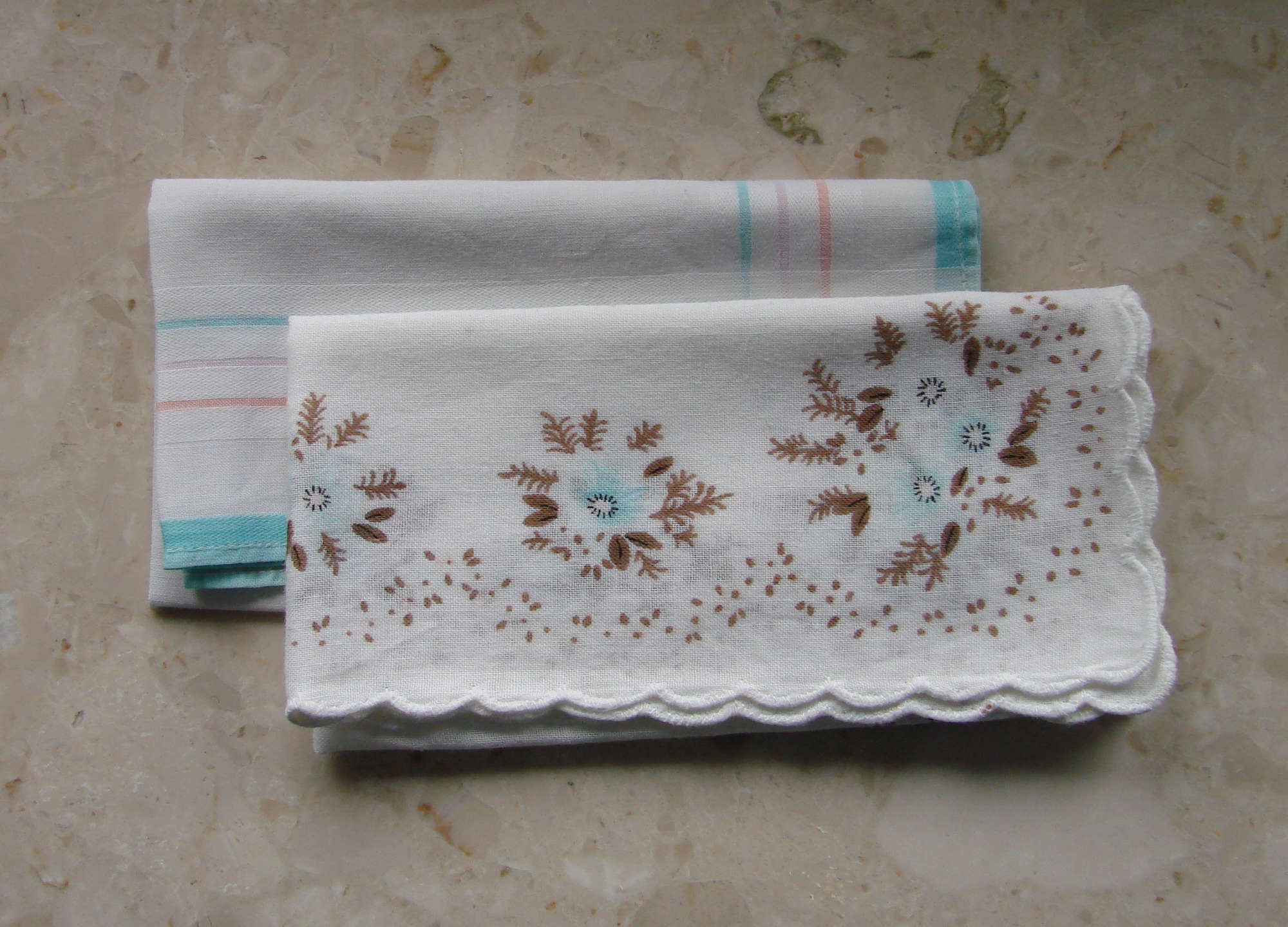
Damskie chusteczki do nosa

Chusteczka do nosa – obszyty kawałek płótna niewielkich rozmiarów lub miękki i przyjemny w dotyku papier do higieny twarzy podobnej wielkości.
Chusteczka pojawiła się w II w. p.n.e. w Rzymie, nazywana była sudarium i służyła do ocierania potu z twarzy i prawdopodobnie do zasłaniania ust. W  II w. n.e. w Rzymie zaczęto używać nieco większych chusteczek zwanych orarium, często wykonanych z drogich materiałów; potem stosowano je jako sygnał podczas walk gladiatorów, publiczność dawała za ich pomocą znak zabicia bądź ułaskawienia gladiatora. Po tym pierwotnym okresie używania przez Rzymian chusteczki zanikły, aby pojawić się w XV w. we Włoszech, znane były tam ich dwa rodzaje – chusteczki do nosa i chusteczki do twarzy. W następnych wiekach stały się przedmiotami zbytku (luksusowymi) z powodu drogich materiałów, z których były szyte; zdobiono je także koronkami i perfumowano. Noszono je w ręku bądź wsuwano między palec a obrączkę. Były tak ważnym elementem stroju, że we Francji król Ludwik XIV wydał dekret w sprawie ujednolicenia ich kształtu: od 1685 r. na mocy tego nakazu chusteczka miała być kwadratowa.

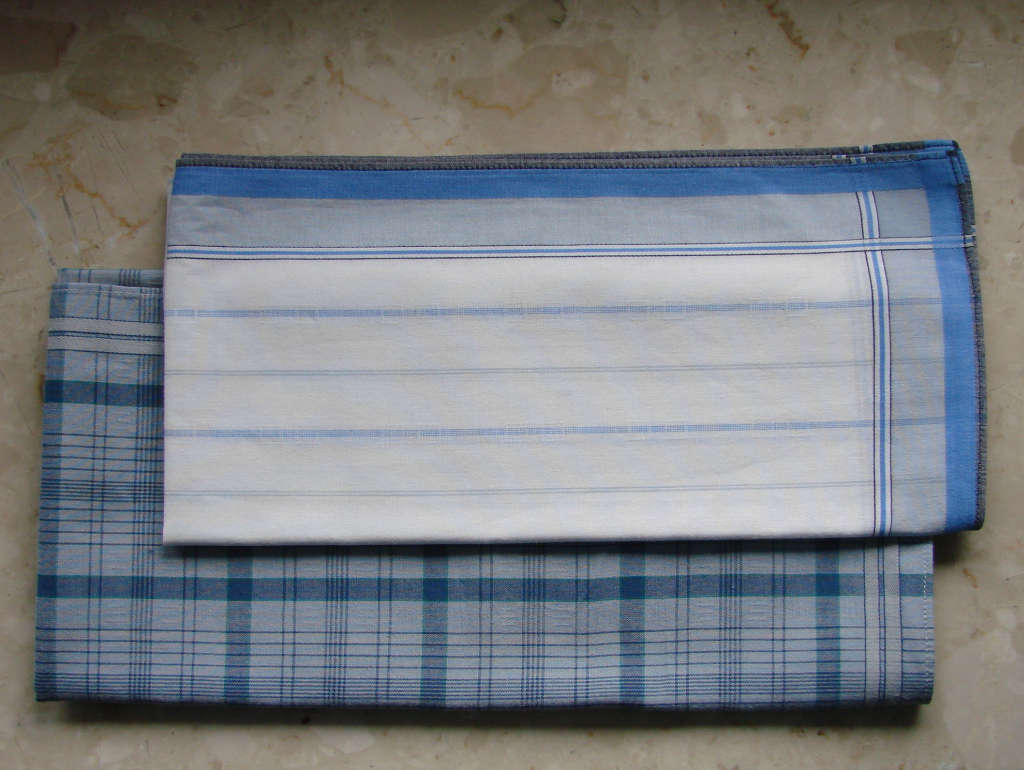
Męskie chusteczki do nosa

Od momentu upowszechnienia się tabaki chusteczka stała się niezbędna do ochrony twarzy i ubrania przed skutkami kichnięcia. Wśród mężczyzn stały się modne kolorowe chusteczki z obrazkami przedstawiającymi wodzów, bitwy, mapy i inne tematy historyczno-polityczne, których popularność utrzymywała się wraz z modą na zażywanie tabaki, czyli do schyłku XIX w. Potem nastał czas na eleganckie, cienkie, białe chusteczki z dobrego gatunkowo płótna lub bawełny. Uważane były za element bielizny osobistej. Kobiety używały chusteczek batystowych lub jedwabnych, najczęściej haftowanych lub obszywanych koronkami; na co dzień jednak używały zwykłych perkalowych, mężczyźni zaś posługiwali się chusteczkami w ciemnych kolorach.

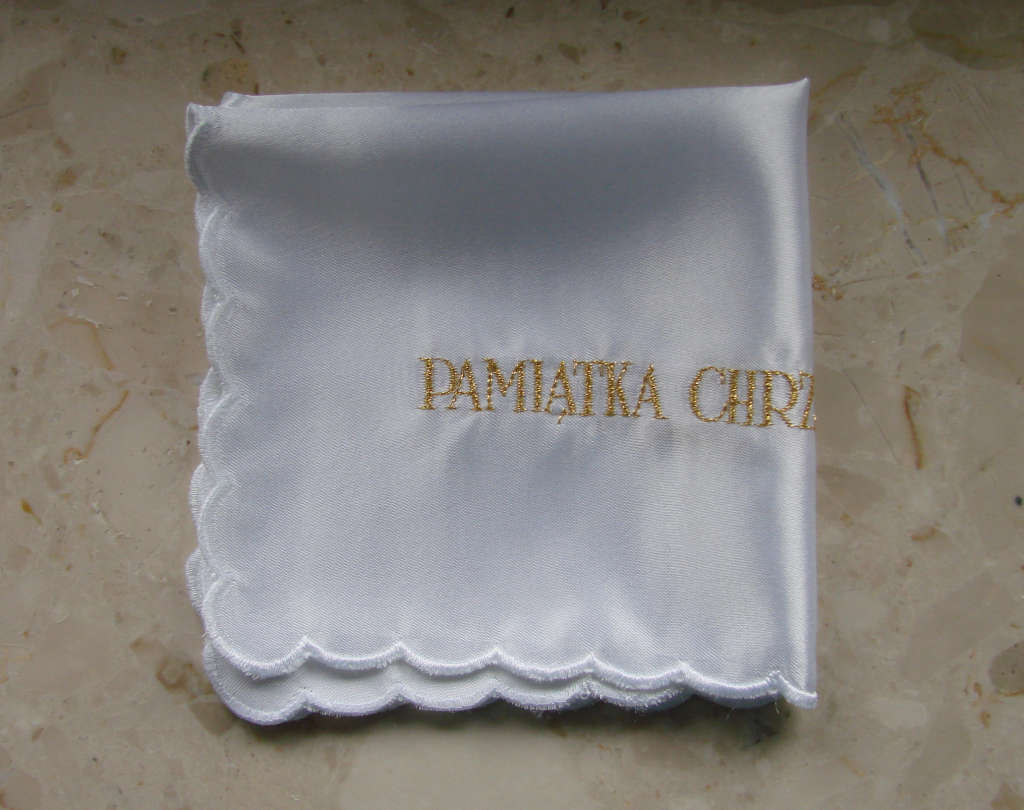
Jedwabna chusteczka z haftem na uroczystą okazję

Rok 1924 był przełomowy w historii chusteczek z powodu pojawienia się w sprzedaży pierwszych chustek papierowych, służących początkowo do zmywania makijażu. Szybko doceniono ich zalety i przydatność, zwłaszcza w czasie kataru. Pionierem była firma amerykańska Celulose Products Co, w Polsce zaczęto je produkować w latach 70. XX wieku. Przez dłuższy czas jednak papierowe chusteczki nie mogły całkowicie wyprzeć z rynku chusteczek bawełnianych z powodu niedoboru tych pierwszych.
Obecnie chusteczki papierowe, zwane też higienicznymi lub jednorazowymi, są w powszechnym użyciu – natomiast eleganckie, czyste, wykonane z dobrego materiału chusteczki tradycyjne nadal są obowiązkowym elementem stroju uroczystego (np. do ślubu czy w dyplomacji).